# ラッセル・メティ
ラッセル・メティ（Russell Louis Metty, 1906年9月20日 - 1978年4月28日）は、アメリカ合衆国の撮影監督。ロサンゼルス出身。
1925年から撮影助手として働き始める。1929年、パラマウント映画からRKOに移籍。1934年、撮影監督デビュー。
『黒い罠』では、冒頭の爆破シーンを広角レンズ、パンフォーカス、奇抜なカメラ・アングルを多用した野心的かつ絵画的な方法で、3分18秒にもわたる長回しによる撮影を行なうなど、あれこれと工夫を凝らした撮影技法が特色である。
1960年、『スパルタカス』で第33回アカデミー撮影賞（カラー作品部門）を受賞した。ただ、撮影現場では監督スタンリー・キューブリックとの関係は険悪で、主演兼・製作総指揮のカーク・ダグラスによく愚痴をこぼしていた。
『刑事コロンボ』の初期シリーズの撮影も担当している。

## 主なフィルモグラフィー
- 赤ちゃん教育 Bringing Up Baby (1937)
- ルーム・サーヴィス Room Service (1938)
- 恋に踊る Dance, Girl, Dance (1940)
- ノー・ノー・ナネット No, No, Nanette (1940)
- ビッグ・ストリート/愛しき女への挽歌 The Big Street (1942)
- 青空に踊る The Sky's the Limit (1943)
- 夫は還らず Tender Comrade (1943)
- 提督の館 Forever and a Day (1943)
- ヒットラーズ・チルドレン/恐怖の殺人養成所 Hitler's Children (1943)
- この椅子30万ドル It's in the Bag! (1945)
- G・I・ジョウ The Story of G.I. Joe (1945)
- ストレンジャー The Stranger (1946)
- モナリザの微笑 A Woman's Vengeance (1947)
- 美貌の友 The Private Affairs of Bel Ami (1947)
- 桃色の馬に乗れ Ride the Pink Horse (1947)
- 彼と人魚 Mr. Peabody and the Mermaid (1948)
- 凱旋門 Arch of Triumph (1948)
- みんな我が子 All My Sons (1948)
- 暴れ者 Kiss the Blood Off My Hands (1948)
- 不時着結婚 You Gotta Stay Happy (1948)
- バグダッド Bagdad (1949)
- ストレンジャーズ6 We Were Strangers (1949)
- 砂漠の鷹 The Desert Hawk (1950)
- 海の無法者 Buccaneer's Girl (1950)
- 激闘の大砂漠 Flame of Araby (1951)
- 世界を彼の腕に The World in His Arms (1952)
- すべての旗に背いて Against All Flags (1952)
- 早撃ち無宿 Tumbleweed (1953)
- 平原の待伏せ The Man From the Alamo (1953)
- バグダッドの黄金 The Veils of Bagdad (1953)
- 最後の酋長 Seminole (1953)
- アパッチの怒り Taza, Son of Cochise (1954)
- 心のともしび Magnificent Obsession (1954)
- 異教徒の旗印 Sign of the Pagan (1954)
- 星のない男 Man Without a Star (1955)
- 死の脱獄者 Crashout (1955)
- 雨の夜の慕情 Miracle in the Rain (1956)
- 風と共に散る Written on the Wind (1956)
- 天はすべて許し給う All That Heaven Allows (1956)
- 復讐に賭ける男 The Midnight Story (1956)
- 大空の凱歌 Battle Hymn (1957)
- 野望に燃える男 Mister Cory (1957)
- 千の顔を持つ男 Man of a Thousand Faces (1957)
- 黒い罠 Touch of Evil (1958)
- 愛する時と死する時 A Time to Love and a Time to Die (1958)
- 太陽の谷 This Earth Is Mine (1959)
- 悲しみは空の彼方に Imitation of Life (1959)
- 誰かが狙っている Midnight Lace (1960)
- 黒い肖像 Portrait in Black (1960)
- スパルタカス Spartacus (1960)
- フラワー・ドラム・ソング Flower Drum Song (1961)
- 荒馬と女 The Misfits (1961)
- ミンクの手ざわり That Touch of Mink (1962)
- インターン The Interns (1962)
- タミーとドクター Tammy and the Doctor (1963)
- ニューマンという男 Captain Newman, M.D. (1963)
- スリルのすべて The Thrill of It All (1963)
- 彼女は億万長者 I'd Rather Be Rich (1964)
- 帰郷 Bus Riley's Back in Town (1965)
- 大将軍 The War Lord (1965)
- 恋するパリジェンヌ The Art of Love (1965)
- シェラマドレの決斗 The Appaloosa (1966)
- 母の旅路 Madame X (1966)
- テキサス Texas Across the River (1966)
- モダン・ミリー Thoroughly Modern Millie (1967)
- ジェリコ Rough Night in Jericho (1967)
- ダイヤモンド強奪作戦 The Pink Jungle (1968)
- 刑事マディガン Madigan (1968)
- 誇り高き戦場 Counterpoint (1968)
- 脱走大作戦 The Secret War of Harry Frigg (1968)
- 猫 Eye of the Cat (1968)
- チェンジ・オブ・ハビット Change of Habit (1969)
- おかしなおかしなおかしな親父 How Do I Love Thee? (1970)
- 地球最後の男オメガマン The Omega Man (1971)
- 刑事コロンボ Columbo (1971) テレビドラマ
- ベン Ben (1972)
- ザッツ・エンターテインメント That's Entertainment! (1974)